# Алтея Ґібсон
Алтея Ґібсон (англ. Althea Gibson; нар. 25 серпня 1927, Сілвер, Південна Кароліна — пом. 28 вересня 2003, Іст-Оріндж, Нью-Джерсі) — американська тенісистка-любителька і гольфістка, лідерка світового жіночого тенісу в другій половині 1950-х років. 
- 11-кратна переможниця турнірів Великого шолома в одиночному, жіночому парному та змішаному парному розрядах у 1956—1958 роках, перша чорношкіра переможниця турнірів Великого шолома.
- «Спортсменка року» за версією AP (1957).
- Член Міжнародного залу тенісної слави з 1971 року.

## Життєпис
Алтея Ґібсон народилася старшою з п'яти дітей у сім'ї фермерів, які вирощували бавовник і ледве зводили кінці з кінцями. У роки Великої Депресії сім'я переїхала в Нью-Йорк, де батько Деніел Ґібсон знайшов роботу в гаражі. Кілька років дитинства Алтея провела також у Філадельфії, де жила в тітки. Вона рано кинула школу і вже до 14 років змінила кілька місць роботи.
З 1946 року Ґібсон відвідувала школу в Уілмінгтоні (Північна Кароліна). Після закінчення школи друзі допомогли Алтеї вступити в Сільськогосподарський і механічний університет Флориди в Таллахассі, відкритий для чорношкірих студентів, який вона закінчила у 1953 році за спеціальністю «фізичне виховання». Після цього деякий час працювала тренером в Університет Лінкольна в Джефферсон-Сіті, що також готував чорношкірих студентів. Одночасно вона тренувалася у Сідні Левеліна, що привів її до перемог на найбільших турнірах у другій половині десятиліття.
У 1958 році Ґібсон на піку слави видала автобіографічну книжку «Я завжди хотіла кимось стати» (англ. I Always Wanted to Be Somebody). Наступного року вийшла платівка пісень у її виконанні. Також знялася в художньому фільмі «Кавалеристи». У 1965 році одружилася. У 1983 році, через кілька років після розлучення з Дарбеном, одружилася з колишнім тренером Сідні Левеліном, але і з ним надалі розлучилася. З середини 1970-х років займала адміністративні посади на рівні штату Нью-Джерсі (комісар у справах спорту, радник губернатора з питань фізкультури і спорту), а також на федеральному рівні.
У середині 1990-х років Алтея Ґібсон перенесла інсульт. Проблеми зі здоров'ям підірвали її фінансове становище, і тільки збір коштів, організований колишньою партнеркою по корту Анжелою Бакстон, допоміг їй відмовитися від думок про самогубство. Ґібсон померла в Іст-Орінджі (Нью-Джерсі) у вересні 2003 року.

## Тенісна кар'єра
Алтея Ґібсон почала грати в теніс у пубертаті. У 14 років співробітники управління соціальної допомоги Нью-Йорка не тільки допомогли їй знайти роботу (охоронницею), але й дали їй направлення в спортивну секцію місцевого відділення поліції. Там вона привернула увагу тренера з клубу «Космополітен» — найкращого тенісного клубу для афроамериканців у Нью-Йорку. Він організував збір коштів, що дозволили Ґібсон у 1941 році придбати членський абонемент в клуб. Вже в тому ж році вона стала переможницею відкритої першості штату Нью-Йорк. У 1942 році вона виграла свій перший турнір під егідою Американської тенісної асоціації, що об'єднувала чорношкірих тенісистів. У 1946 році Ґібсон перебралася в Вілмінгтон, де її новим тренером став Х'юберт Ітон. Вже на наступний рік вона вперше стала чемпіонкою Американської тенісної асоціації (згодом вона виграла цей титул ще дев'ять разів).
Вже будучи неодноразовою чемпіонкою США серед чорношкірих тенісисток, Ґібсон все ще не допускалася до міжнародного чемпіонату США. Тільки в 1950 році громадський тиск (у тому числі стаття в тенісному журналі, написана білою тенісисткою Еліс Марбл) призвів до того, що її допустили до змагань. Вона пройшла перше коло, а в другому у впертій боротьбі, що розтяглася на два дні і три сети, останній з яких завершився з рахунком 9:7, програла однією з найкращих тенісисток США і світу, Луїзі Броф. У 1951 році вона взяла участь в Вімблдонському турнірі, ставши першою чорношкірою, запрошеною до участі в ньому.
У 1956 році Ґібсон взяла участь у світовому турне збірної США, організованому Держдепартаментом США. Того ж року вона виграла свій перший турнір Великого шолома — чемпіонат Франції, причому домоглася перемоги як в одиночному розряді, так і в парі з британською єврейкою Анжелою Бакстон. Їхня друга перемога, через місяць на Вімблдоні, була відзначена статтею в «Таймс», під заголовком «Меншини перемагають».
У 1957 році Ґібсон виграла Вімблдонський турнір в одиночному і парному розрядах, а наприкінці року — чемпіонат США в одиночному і змішаному парному розряді. Вона також виграла в парі з Ширлі Фрай чемпіонат Австралії. За підсумками сезону вона була оголошена агентством «Associated Press» «спортсменкою року». У 1958 році вона додала до списку титулів ще дві перемоги в одиночному розряді і одну в жіночих парах.
Оскільки, незважаючи на перемоги в найбільших аматорських турнірах, Ґібсон постійно потребувала грошей, в 1959 році вона вирішила перейти у професіонали. У 1960 році вона стала чемпіонкою США серед професіоналів. Вона також виступала з показовими іграми, що передували баскетбольним матчам у межах турне відомої баскетбольної команди «Harlem Globetrotters».
Після тривалої перерви, що почалася в 1964 році, коли вона приєдналася до професійної ліги Ladies Professional Golf Association (LPGA), Ґібсон повернулася на корт як професіоналка на початку 1970-х років, але особливих успіхів уже не домагалася, остаточно перейшовши на тренерську й адміністративну роботу в 1975 році. В 1971 році її ім'я було включено до списків Національної (згодом Міжнародної) зали тенісної слави. Також Ґібсон є членкинею Залів спортивної слави Флориди і Південної Кароліни і Зали слави чорношкірих спортсменів.

## Участь у фіналах турнірів Великого шолома за кар'єру

### Одиночний розряд (7)

#### Перемоги (5)
| Рік  | Турнір                   | Суперниця у фіналі | Рахунок у фіналі |
| ---- | ------------------------ | ------------------ | ---------------- |
| 1956 | Чемпіонат Франції        | Анджела Мортімер   | 6-0, 12-10       |
| 1957 | Вімблдонський турнір     | Дарлін Гард        | 6-3, 6-2         |
| 1957 | Чемпіонат США            | Луїза Броф         | 6-3, 6-2         |
| 1958 | Вімблдонський турнір (2) | Анджела Мортімер   | 8-6, 6-2         |
| 1958 | Чемпіонат США (2)        | Дарлін Гард        | 3-6, 6-1, 6-2    |

#### Поразки (2)
| Рік  | Турнір              | Суперниця у фіналі | Рахунок у фіналі |
| ---- | ------------------- | ------------------ | ---------------- |
| 1956 | Чемпіонат США       | Ширлі Фрай-Ірвін   | 3-6, 4-6         |
| 1957 | Чемпіонат Австралії | Ширлі Фрай-Ірвін   | 3-6, 4-6         |

### Жіночий парний розряд (7)

#### Перемоги (5)
| Рік  | Турнір                   | Партнерка        | Суперниці в финалі                          | Рахунок у финалі |
| ---- | ------------------------ | ---------------- | ------------------------------------------- | ---------------- |
| 1956 | Чемпіонат Франції        | Анджела Бакстон  | Дарлін Гард Дороті Гед-Нод                  | 6-8, 8-6, 6-1    |
| 1956 | Вімблдонський турнір     | Анджела Бакстон  | Фей Мюллер Дафна Сіні                       | 6-1, 8-6         |
| 1957 | Чемпіонат Австралії      | Ширлі Фрай-Ірвін | Мері Бевіс-Хотон Фей Мюллер                 | 6-2, 6-1         |
| 1957 | Вімблдонський турнір (2) | Дарлін Гард      | Мері Бевіс-Готон Тельма Койн-Лонг           | 6-1, 6-2         |
| 1958 | Вімблдонський турнір (3) | Марія Буено      | Маргарет Варнер-Блосс Маргарет Осборн-Дюпон | 6-3, 7-5         |

#### Поразки (2)
| Рік  | Турнір            | Партнерка   | Суперниці у фіналі               | Рахунок у фіналі |
| ---- | ----------------- | ----------- | -------------------------------- | ---------------- |
| 1957 | Чемпіонат США     | Дарлін Гард | Луїза Броф Маргарет Осборн-Дюпон | 2-6, 5-7         |
| 1958 | Чемпіонат США (2) | Марія Буено | Джин Арт Дарлін Гард             | 6-2, 3-6, 4-6    |

### Змішаний парний розряд (4)

#### Перемога (1)
| Рік  | Турнір        | Партнер      | Суперниці у фіналі  | Рахунок у фіналі |
| ---- | ------------- | ------------ | ------------------- | ---------------- |
| 1957 | Чемпіонат США | Курт Нільсен | Дарлін Гард Боб Хоу | 6-3, 9-7         |

#### Поразки (3)
| Год  | Турнир                   | Партнер        | Суперниці в фіналі           | Рахунок у фіналі |
| ---- | ------------------------ | -------------- | ---------------------------- | ---------------- |
| 1956 | Вімблдонський турнір     | Гарднар Маллой | Ширлі Фрай-Ірвін Вік Сейксас | 6-2, 2-6, 5-7    |
| 1957 | Вімблдонський турнір (2) | Ніл Фрейзер    | Дарлін Хард Мелвин Роуз      | 4-6, 5-7         |
| 1958 | Вімблдонський турнір (3) | Курт Нільсен   | Лоррейн Кохлан-Грін Боб Хоу  | 3-6, 11-13       |